# Пуровер

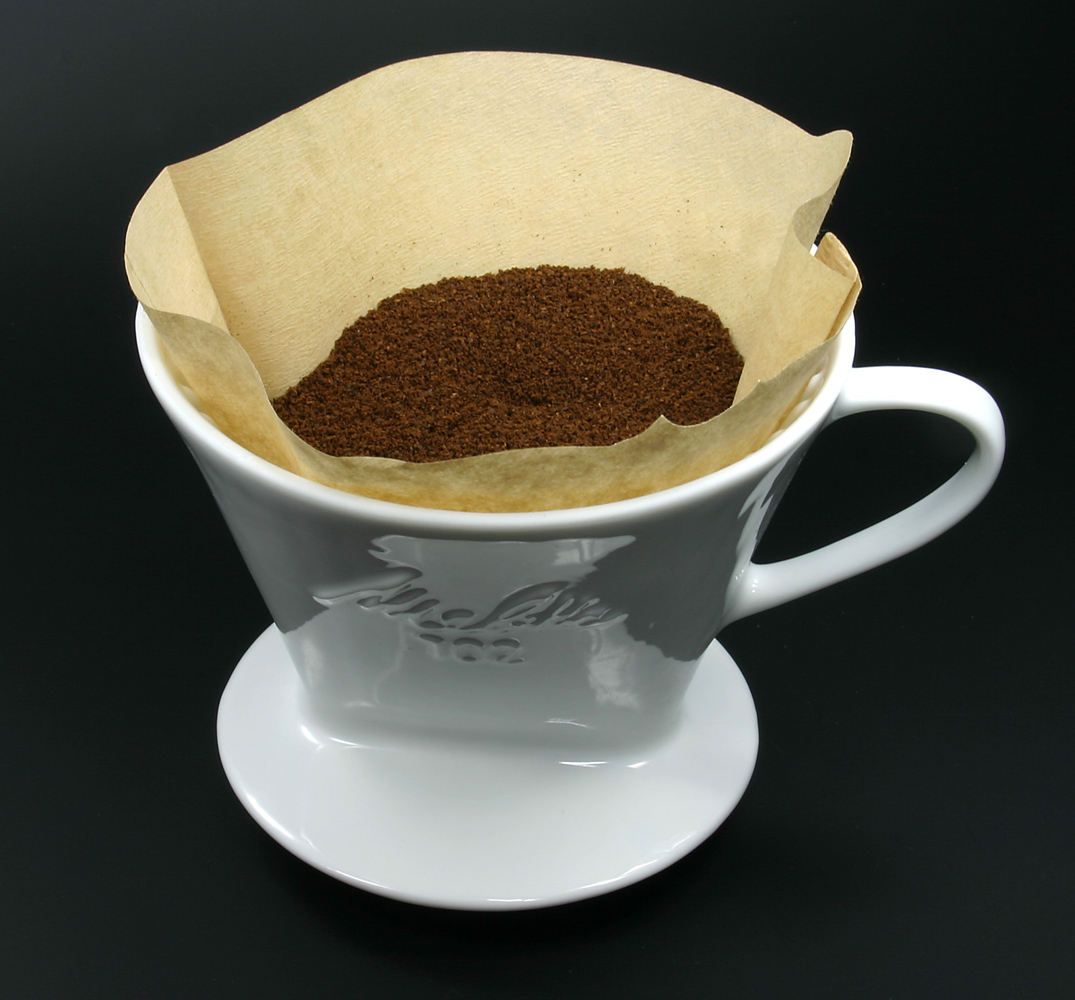
Фарфоровая воронка с вложенным в неё бумажным фильтром и молотым кофе

Пуровер (англ. pour over — лить сверху) — метод заваривания фильтр-кофе, при котором горячая вода проходит через молотый кофе, находящийся в специальной воронке с бумажным фильтром.
Второе название метода — Харио (Hario), происходящее от названия одноимённой японской фирмы, производящей специализированную посуду для заваривания кофе.

## Приготовление пуровера
Для заваривания пуровера необходимо специальное оборудование:  воронка-дриппер, фильтр, пуровер-чайник, термосохраняющий сосуд для заваренного кофе, нагреватель для воды с функцией поддержания температуры на заданном уровне.
Молотый кофе насыпают в помещенный в воронку фильтр и, двигаясь по спирали, струей воды проливают его около двух минут. Температура воды должна соответствовать 92-96 градусам, струя воды должна быть очень тонкой. 
Во время приготовления необходимо тщательно следить за всем процессом от начала до конца: за потоком воды, временем приготовления и правильностью помола.
Вкус кофе, заваренного методом «пуровер», приближен к эспрессо. При этом крепость напитка можно регулировать, снижая или увеличивая количество используемого молотого кофе.
Также существуют специализированные пуровер-кофеварки.

## История

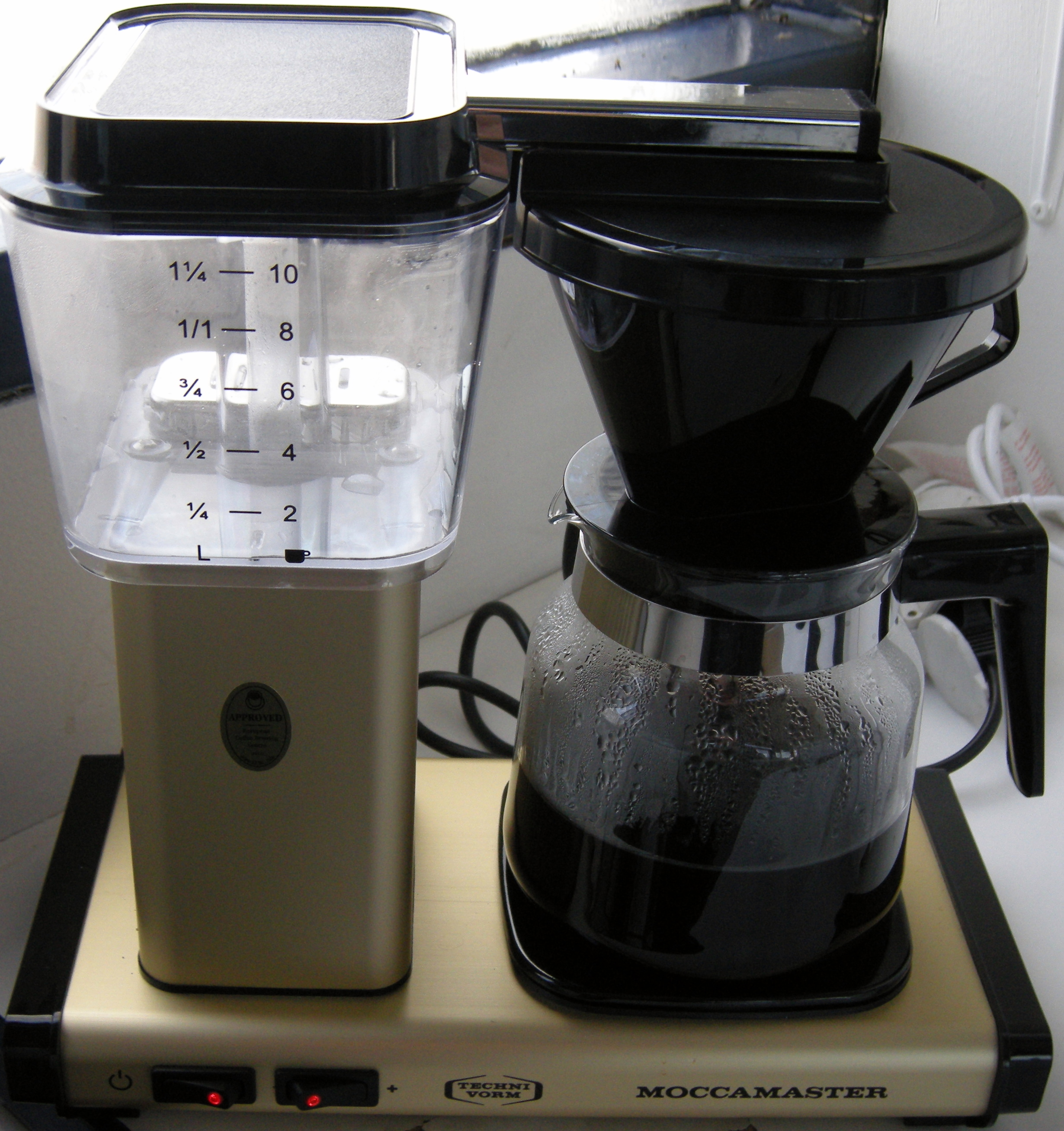
Капельная кофеварка с кружкой-воронкой для бумажного фильтра и подогревателем ёмкости с готовым кофе

Метод ведет своё начало с 1908 года и имеет японские корни. Процесс заваривания пуровер представляет собой ритуал, несколько схожий с чайной церемонией. Иногда пуровер называют «кофейной церемонией».
Популярность метод начал набирать в 2010 году. К 2011 году его популярность стала настолько заметна, что  The New York Times опубликовали большую статью об этом методе.

## Галерея

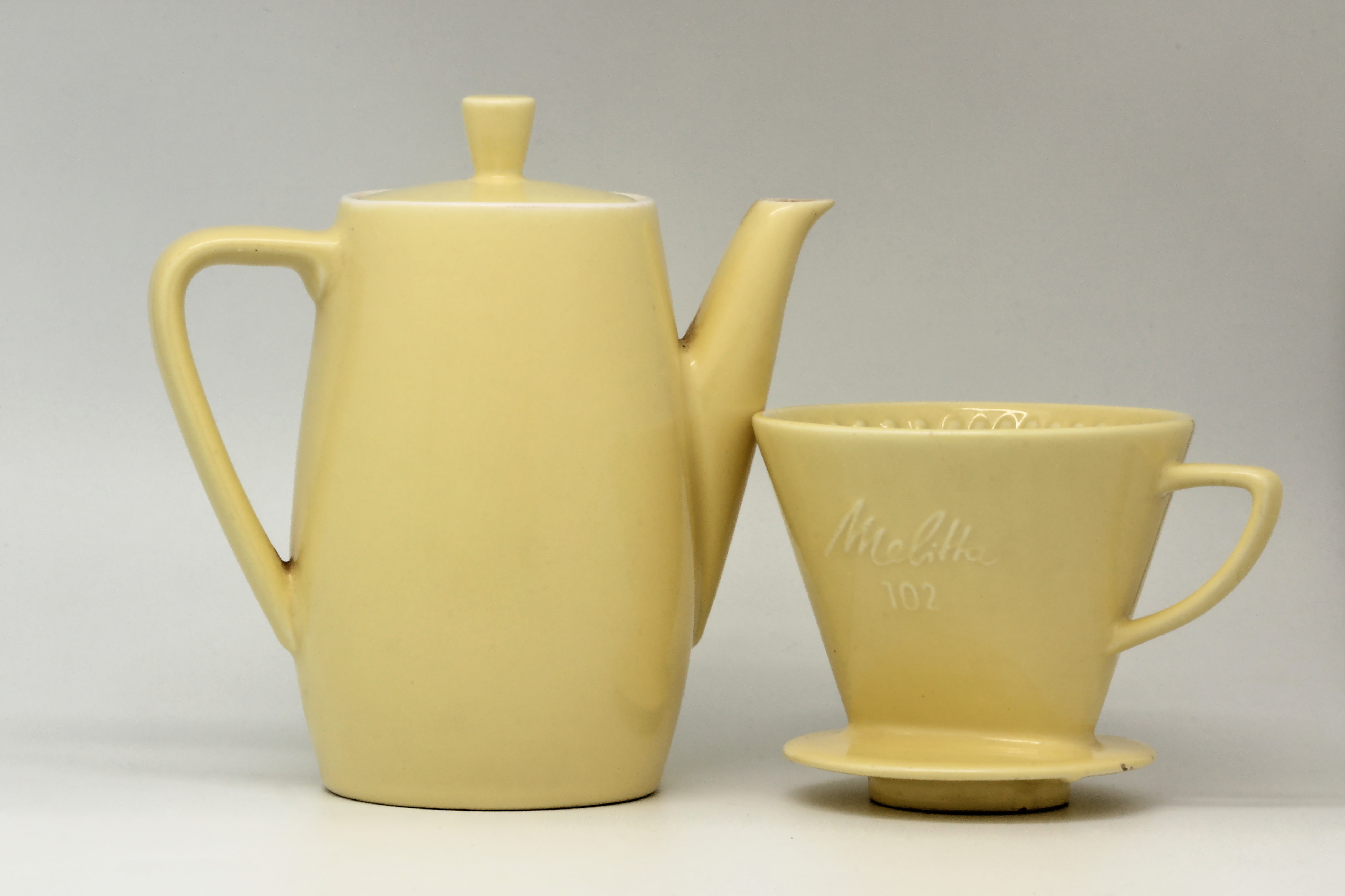
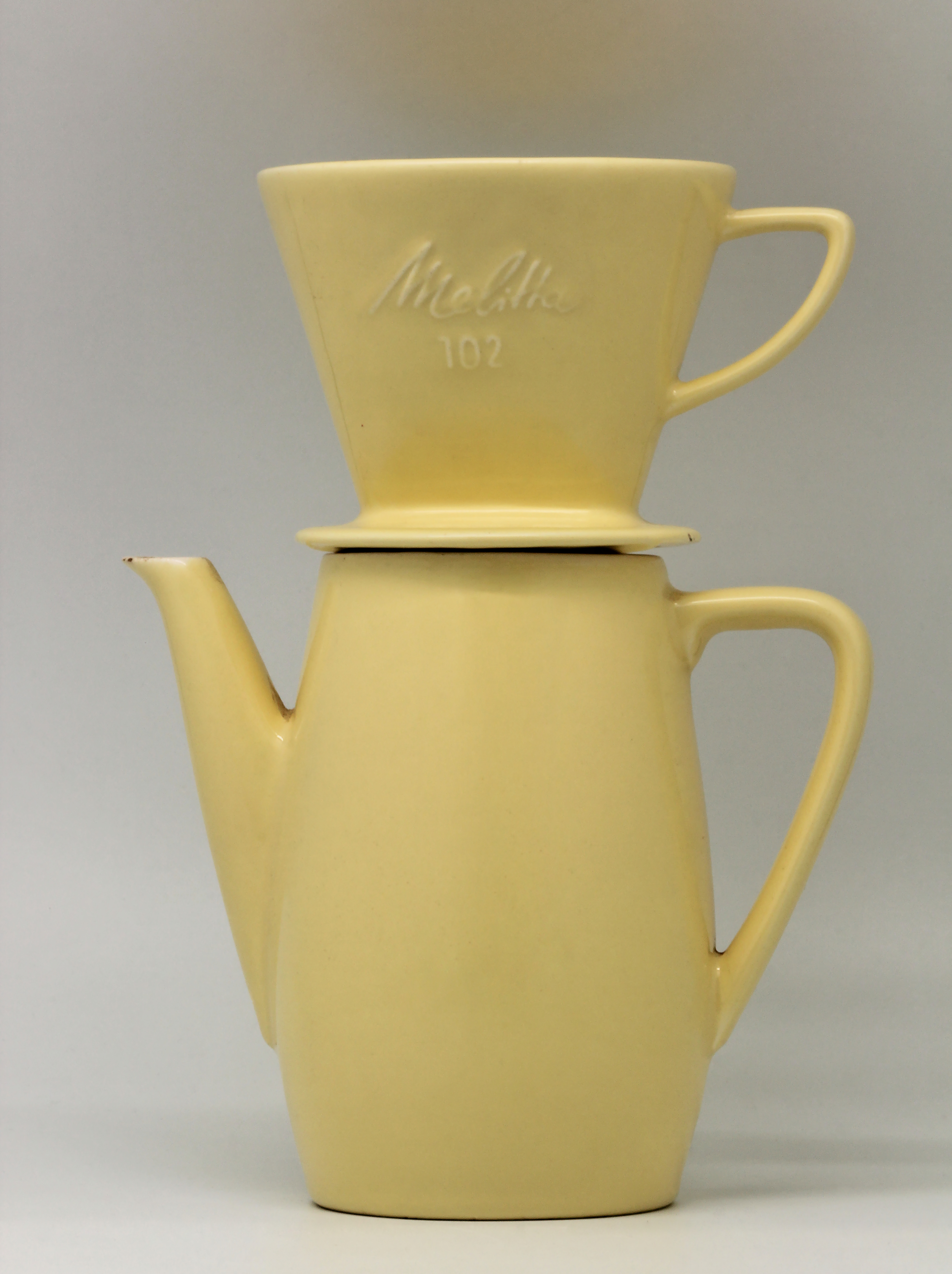
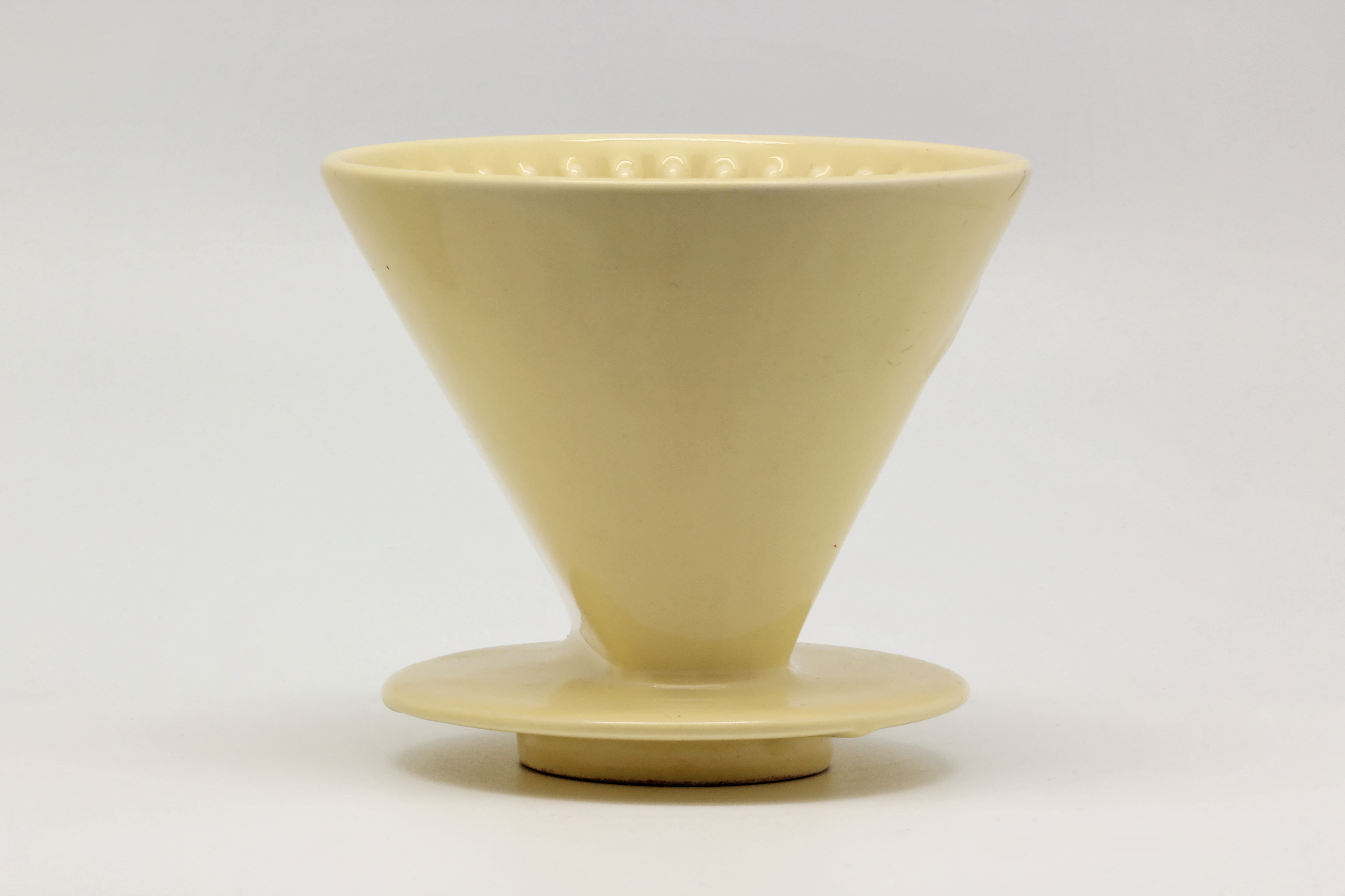
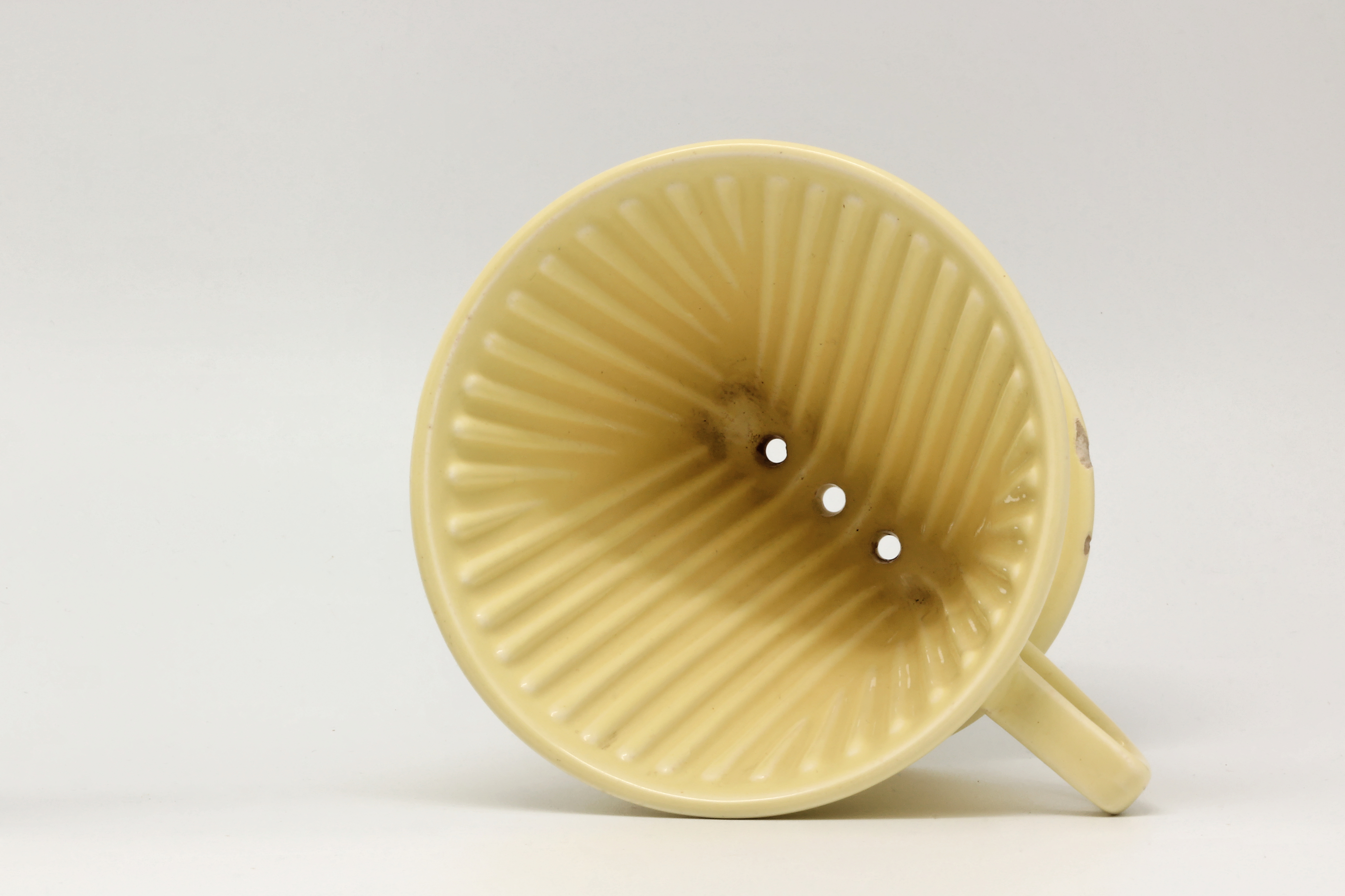
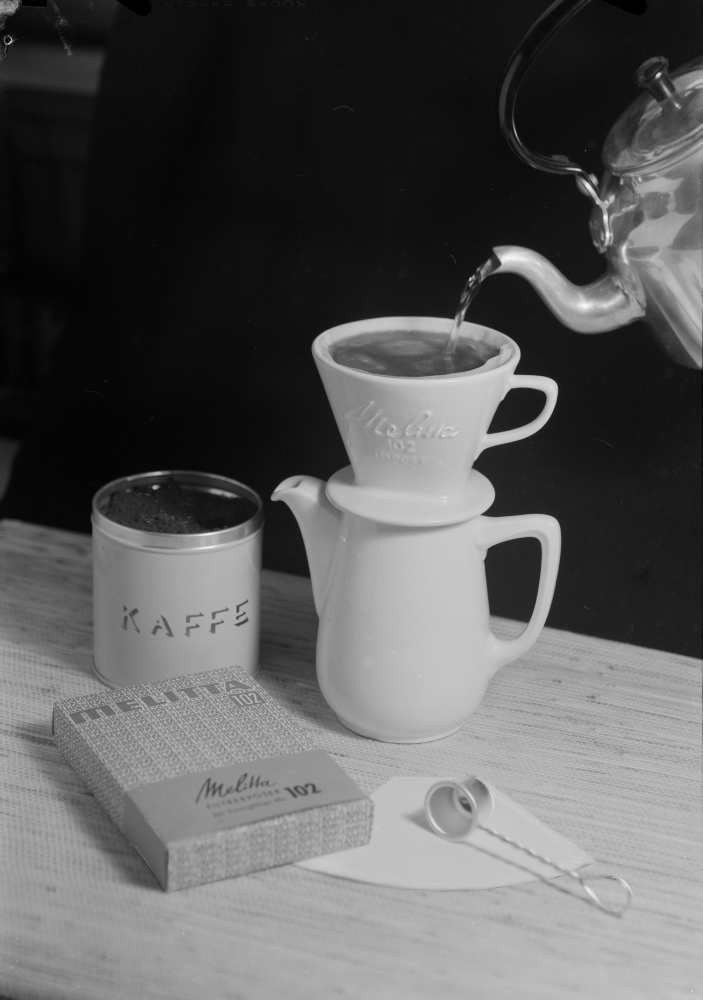
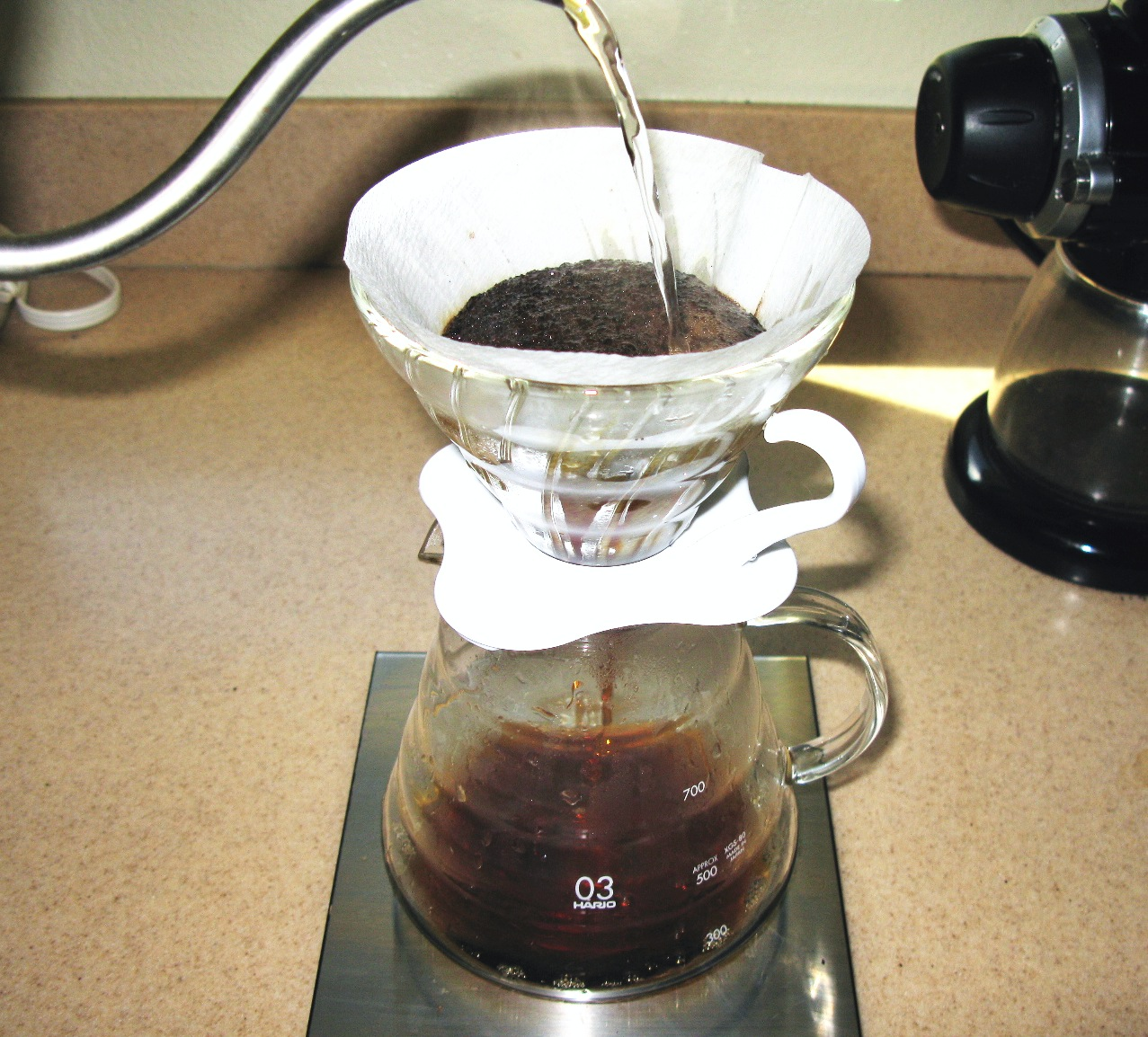